# Big Pharma-complottheorie
De Big Pharma-complottheorie omvat een aantal complottheorieën die stellen dat de medische wereld in het algemeen en de farmaceutische industrie in het bijzonder, en dan met name de grote bedrijven, het eigenbelang laten prevaleren boven het algemeen belang, zoals de gezondheid van de mensheid. Ze zouden ziektes creëren en verspreiden, en  effectieve(re) behandelmethoden achterhouden. Hoewel critici verschillende complottheorieën hebben gelogenstraft, blijven sommigen kritisch ten aanzien van de farma-industrie.

## Theorieën
Aanhangers van de complottheorie geloven onder andere dat de farmaceutische sector verantwoordelijk is voor het onderdrukken van (onder andere natuurlijke) geneesmiddelen voor de behandeling van kanker. De complottheorieën hebben vaak niet alleen betrekking op de medische sector zoals ziekenhuizen en artsen, maar ook op politici en de mainstreammedia. Zij zouden samenwerken om de bevolking ziek te maken met vaccinaties. De vaccinaties zouden onderdeel zijn van een ontvolkingsprogramma dat gericht is op het verkleinen van de wereldbevolking.
De plannen zouden uitgevoerd worden door Joden, waaronder de Rothschild-familie. Zij zouden een connectie hebben met de Illuminati. Het ultieme doel is de opbouw van de Nieuwe Wereldorde door  buitenaardse reptilians.

## Weerlegging
Rekenkundig onderzoek wijst uit dat theoretisch bezien een complot niet lang stand houdt. Hoelang een complot kan standhouden hangt af van het aantal personen dat erbij betrokken is. Als er inderdaad sprake was van een vaccinatiecomplot, dan was de waarheid na 3 jaar en 2 maanden aan het licht gekomen omdat er tussen de 22.000 en 736.000 personen bij betrokken zijn. Het maximaal aantal personen dat betrokken kan zijn bij een complot vóór er binnen een tijdsbestek van vijf jaar een lek optreedt is 2521.

## Gevaren
Door het demoniseren van de farmaceutische industrie en de medische wereld wordt een onterechte angst gecreëerd die patiënten ertoe aanzet hun heil te zoeken in de meestal ineffectieve en soms gevaarlijke middeltjes en therapieën uit de alternatieve geneeskunde. Een van de meest bekende voorbeelden is de anti-vax beweging die op basis van complottheorieën en fake news probeert de schijn te wekken dat veilige en efficiënte vaccinaties die jaarlijks miljoenen mensenlevens redden gevaarlijk zouden zijn. De Big Pharma-complottheorieën hebben bovendien als paradoxaal gevolg dat echte onethische of onwettige praktijken van grote farmaceutische bedrijven moeilijker te bestrijden zijn: gedegen onderzoeksjournalisten die goed onderbouwde rapporten uitbrengen over bedenkelijk praktijken kunnen immers makkelijker in diskrediet gebracht worden door hen te labelen als complotdenkers.